# Пищевики
«Пищевики» — футбольный клуб из Москвы. Клуб был частью «Союза Пищевиков». Играл на стадионе, который часто менял названия: Площадка МКЛ (1909—1926), стадион им. Томского союза пищевиков (1926—1934), стадион «Юных пионеров» (1934—2016). С 2016 года стадиона не существует. Клубные цвета: красно-белые. Официально входит в историю московского «Спартака»[уточнить]. В юношеской команде «Пищевиков» играл спортивный журналист Юрий Ваньят.

## Названия
- 1926—1930 год — «Пищевики» (Команда Центрального клуба имени Томского «Союза Пищевиков»)

## Достижения
- Чемпионат Москвы
- Чемпион (1): 1927 (о)
- Вице-чемпион (1): 1929 (о)
- Бронзовый призёр (3): 1926, 1927 (в), 1928
- Кубок Тосмена
- Чемпион (1): 1929

## Известные футболисты
- Иван Артемьев
- Сергей Бухтеев
- Пётр Исаков
- Павел Канунников
- Константин Квашнин
- Станислав Леута
- Пётр Попов
- Валентин Прокофьев
- Гавриил Путилин
- Алексей Соколов
- Александр Старостин
- Андрей Старостин
- Николай Старостин
- Алексей Шапошников